# Монтекьяро-д’Асти
Монтекьяро-д’Асти (итал. Montechiaro d'Asti) — коммуна в Италии, располагается в регионе Пьемонт, в провинции Асти.
Население составляет 1409 человек (2008), плотность населения составляет 139 чел./км². Занимает площадь 10 км². Почтовый индекс — 14025. Телефонный код — 0141.
Покровителем населённого пункта считается святой Bernardo di Chiaravalle.

## Демография
Динамика населения:

## Города-побратимы
- Финале-Лигуре, Италия

## Администрация коммуны
- Официальный сайт: https://web.archive.org/web/20060808172722/http://www.montechiaro.info/